# Spathius verustus
Spathius verustus är en stekelart som beskrevs av Chao 1977. Spathius verustus ingår i släktet Spathius och familjen bracksteklar. Inga underarter finns listade i Catalogue of Life.